# Buque Hōshō
El buque Hōshō (鳳翔 Flying Phoenix?) fue un buque de tornillo, construido originalmente en Reino Unido para el Dominio Chōshū, en el oeste de Japón, y posteriormente sirvió en la primera Armada Imperial Japonesa.

## Historia
El buque Hōshō fue construido en 1868 en Aberdeen, Escocia como un sloop de guerra de tres mástiles de madera con cubierta de madera; tenía triple caldera de carbón, con una máquina de vapor de doble expansión que manejaban un solo tornillo. Llegó a Japón en 1869, y fue llamado Hōshō Maru (鳳翔 丸?) por las autoridades del Dominio Chōshū. Sirvió durante la Guerra Boshin de la Restauración Meiji, y fue famosa por permitir que 330 agitadores de Rōnin huyeran de Shinagawa, Edo, en enero de 1868, a pesar de los esfuerzos del shogunato Tokugawa para evitar su fuga. Fue transferida a la recién nacida Armada Imperial Japonesa el 15 de mayo de 1871.
El 8 de junio de 1871, el gobierno Meiji cambió el nombre de la nave Hōshō. El barco fue enviado para apoyar las operaciones gubernamentales durante la Rebelión de Saga en 1874, y fue uno de los barcos de la flota japonesa durante la Expedición a Taiwán de 1874. En 1877, Hōshō proporcionó apoyo a las fuerzas gubernamentales durante la Rebelión de Satsuma.
El 16 de agosto de 1881, Hōshō fue retirado del servicio de combate de primera línea y fue reasignado como buque de entrenamiento. 
El 18 de septiembre de 1891 la Gaceta de Madrid informaba de que el buque Hōshō había reconocido a la entrada oriental del estrecho de Simonoseki la roca Kanabuse, compuesta de tres partes: Kitano, Nakano Se y Minamino Kado. El parte venía firmado por Pelayo Alcalá-Galiano y López.
Durante la Primera guerra sino-japonesa, fue asignado como buque de guardia, inicialmente en la Base naval de Kure, pero más tarde en la Base naval de Sasebo. Fue reasignado como cañonero de segunda clase el 21 de marzo de 1898, y se usó para tareas de patrulla costera; sin embargo, fue declarado obsoleto y retirado del servicio el 1 de marzo de 1898 . Fue retirado de la lista de la Marina japonesa el 19 de abril de 1906. Fue desechado el 8 de abril de 1907.